# Lingner-Werke

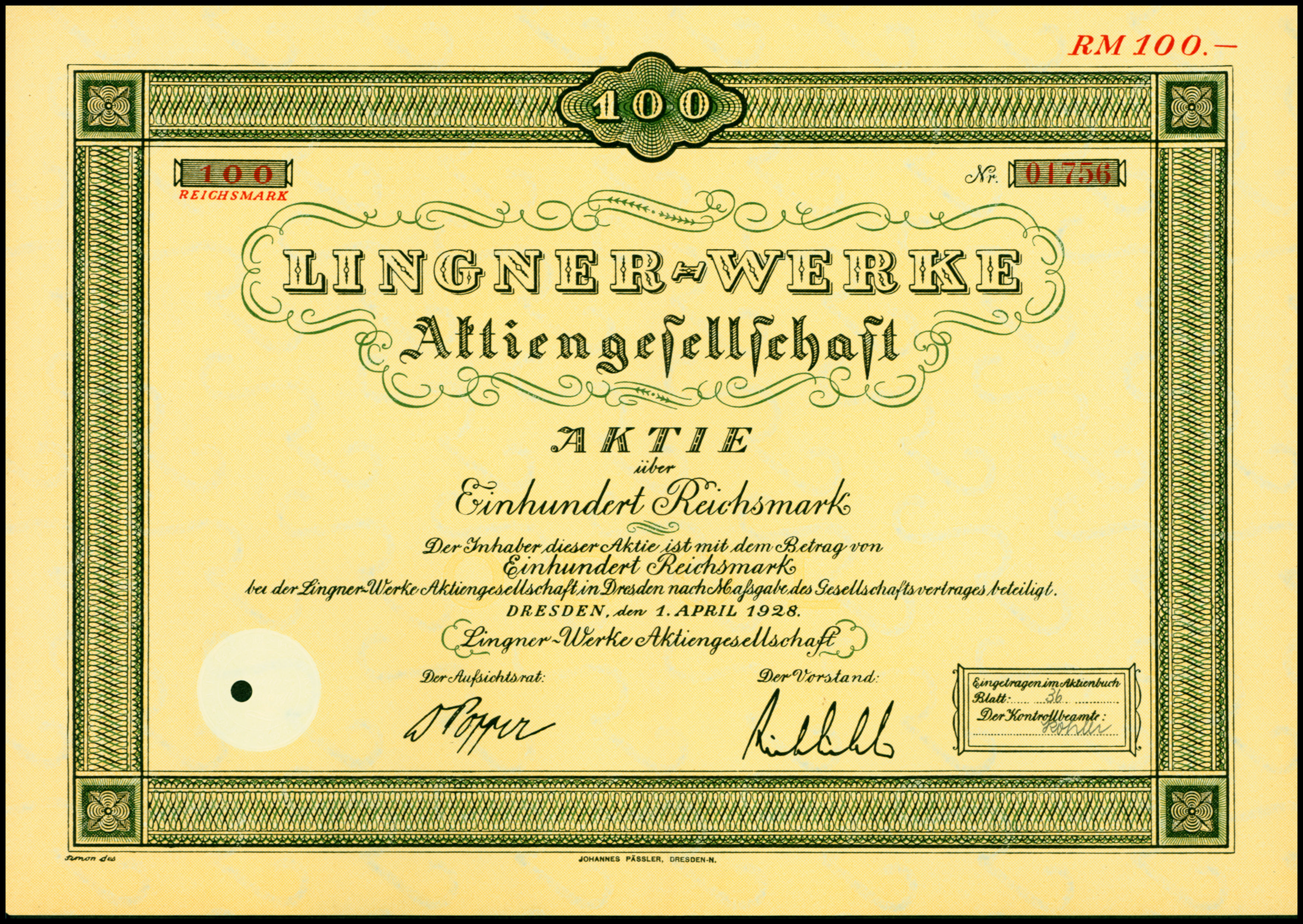
Aktie über 100 RM der Lingner-Werke AG vom 1. April 1928

Die Lingner-Werke waren ein Unternehmen von Karl August Lingner in Dresden. Ein bekanntes Produkt der Werke war Odol, ein weiteres Sepso-Tinktur.

## Geschichte

### Gründungszeit
1888 gründete der junge Drogist Karl August Lingner gemeinsam mit einem befreundeten Unternehmer auf der Wölfnitzstraße 16 (heute Nr. 11) einen Kleinbetrieb für Haushaltartikel. Zunächst wurden Artikel des täglichen Bedarfes hergestellt, außerdem widmete sich Lingner verschiedenen Experimenten. 1892 wurde der Betrieb in „Chemisches Laboratorium“ umbenannt.

### Odol
Im selben Jahr brachte Lingner das der Zahn- und Mundpflege dienende „Zahnöl“ namens „Odol“ auf den Markt, das ihn machte innerhalb weniger Jahre zum reichen Mann machte. Aufgrund der immer größer werdenden Nachfrage erwarb Lingner 1897 ein Grundstück an der Zwickauer Straße Nr. 2–4; hierhin wurde die Produktion verlegt. Ab 1909 betrieb er auch ein eigenes Serumwerk.

### Produktvermarktung
1928 riefen die Lingner-Werke einen Wettbewerb aus, in dem die „schönste deutsche Frau, d.h. die Frau mit dem bestgepflegten und schönsten Haar“ gekürt werden sollte. Der Wettbewerb diente Lingner vor allem zur Vermarktung seines Haarpflegeprodukts Pixavon, das nach eigener Einschätzung nach Odol das zweiterfolgreichste Produkt des Unternehmens war. Der „Pixavon-Ball“ fand am 2. Dezember 1928 in der Berliner Krolloper statt und zählte bis zu 5000 Besucher. Zur Gewinnerin wurde die 16-jährige Münchnerin Jaggi Grasmann gekrönt.

### Nach Lingners Tod
Karl August Lingner starb 1916; seine Nachfolger führten das Werk noch bis 1945 fort. Ein großer Erfolg wurde 1919 bzw. 1927 das Rasierwasser „Pitralon“. Das Hauptgebäude fiel den Bombenangriffen 1945 zum Opfer; Lingners Erben verlegten den Betrieb dann nach Bühl, wo das Odol-Wasser weiterhin hergestellt wurde, nun unter dem Namen „Lingner & Fischer“. Zur DDR-Zeit wurde das Unternehmen im Dresdner VEB Elbe-Chemie (bis 1990 im Kosmetik-Kombinat) fortgesetzt; heute gehört es zum Konzern GlaxoSmithKline.